# حمله لشکری بن مردی به آذربایجان
حمله لشکری بن مردی به آذربایجان عنوان سلسلهٔ نبردهایی است که در ۳۲۶ و در پی حاکم شدن دیسم بن ابراهیم کردی بر آذربایجان و حملهٔ لشکری بن مردی به آن سامان، به وقوع پیوست. نهایتاً با حمایت نظامی وشمگیر زیاری از دیسم، لشکری بن مردی شکست خورده و کشته شد و حکومت آذربایجان در دست دیسم باقی ماند. البته مطابق توافق دیسم و وشمگیر، خطبهٔ آذربایجان به نام وشمگیر شد.

## پیش‌زمینه
یوسف بن ابوالساج (حک. ۳۱۵–۲۸۶) مقتدرترین امیر ساجی بود. در شوال سال ۳۱۵، خلیفه عباسی یوسف را به بغداد فراخواند تا با قرامطه (به رهبری ابوطاهر جنابی) مقابله کند. یوسف پذیرفت ولی سپاه چهل هزار نفره او شکست خورد و خودش اسیر و اعدام شد. پس از کشته شدن یوسف، خلافت عباسی کنترلِ مؤثر شمال غرب ایران را برای همیشه از دست داد. مرگ یوسف و درگیری جانشینان او، آذربایجان را با خلأ قدرت روبرو کرد.

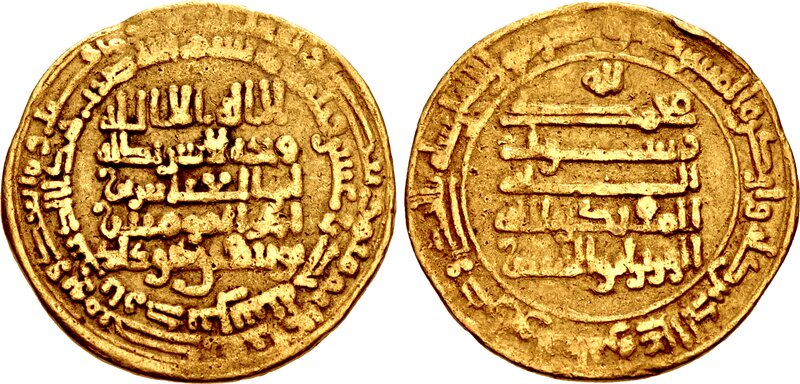
سکه‌ای به نام یوسف بن ابوالساج

پس از یوسف بن ابوالساج، برادرزاده‌اش به فرمان خلیفه حاکم آذربایجان شد ولی یک سال و نیم بعد در سال ۳۱۷، در شورش سپاهیانش به قتل رسید. بعد از او، حکومت قلمرو ساجیان به دست سرداران و غلامانشان افتاد. پس از مرگ او شخص دیگری حکومت را به دست گرفت. حکومت او هم مدت زیادی دوام نیاورد و به نفر بعدی رسید که تا سال ۳۲۳ آذربایجان را اداره می‌کرد. با قتل او در سال ۳۲۳، آذربایجان صحنهٔ درگیری حمدانیانِ عرب از یک طرف و اکراد و دیالمه از طرف دیگر شد.

### آغاز حکومت دیسم
دیسم ابتدا یکی از سرداران یوسف بن ابوالساج بود و به پشتوانهٔ او ترقی کرده بود. در سال ۳۲۶ او با استفاده از خلأ قدرت موجود و حمایت‌های فراوان اکراد حکومت آذربایجان را به دست گرفت. حکومت دیسم بر آذربایجان، مستقلانه آغاز شد و این منطقه دیگر در حوزهٔ اقتدار سیاسی خلافت نبود. خلیفه لاجرم به فرستادن منشور و توقیع و تظاهر حاکمان آذربایجان به بیعت، اکتفا می‌کرد.

## شرح جنگ

### هجوم لشکری بن مردی به آذربایجان
همزمان با استیلای دیسم بر آذربایجان، آن سرزمین صحنهٔ درگیری‌ها و منازعات مختلف بود. مدت کوتاهی نگذشته بود که دیسم با حملهٔ «لشکری بن مردی»، نایب وشمگیر زیاری در جبال، مواجه گردید. لشکری بن مردی، فردی گیلی‌تبار بود که ابتدا از سرداران ماکان کاکی و بعدتر از سرداران مرداویج بود و پس از او به خدمت وشمگیر درآمده بود. او از جانب وشمگیر حکومت نواحی همدان را برعهده داشت. دیسم برای مقابله، سپاهی از طوایف کُرد جمع کرد. در طی دو ماه، دو نبرد رخ داد که در نتیجهٔ آنها دیسم شکست خورد و متواری شد. لشکری بن مردی تقریباً بر تمام قلمرو سابق دیسم تسلط پیدا کرد؛ اما شهر اردبیل مقاومت کرد و تسلیم دیالمه نشد. اردبیل بزرگترین شهر آذربایجان و پایتخت دیسم بود.

### محاصره اردبیل
اردبیل از استحکامات مستحکم و اهالی اردبیل از آمادگی رزمی بالایی برخوردار بودند؛ به همین دلایل، لشکری تمایل نداشت این شهر را با جنگ فتح کند. او پیشنهاد کرد مردم و بزرگان، شهر را بصورت مسالمت‌آمیز تسلیم وی کنند ولی این پیشنهادش پذیرفته نشد. بنا به نوشتهٔ کسروی علت این مسئله این بود که اهالی اردبیل اخبار قتل‌عام ساکنین همدان به‌دست دیالمه را، به یاد داشتند. لشکری دستور محاصره شهر را صادر کرد و درگیری‌ها به درازا کشید. نتیجتاً مردم اردبیل نامه‌ای به دیسم نوشتند و از او درخواست کمک کردند. دیسم لشکری متشکل از اکراد و صعالیک جمع‌آوری کرد و به نزدیکی اردبیل آمد. در روزی ازپیش‌تعیین‌شده، ۱۰٬۰۰۰ نفر از مردم اردبیل در حالیکه خودشان را به روش دیالمه به زوبین و سپر مسلح کرده بودند، از شهر بیرون آمدند و با سپاه لشکری بن مردی درگیر شدند. دیسم نیز با لشکرش از پشت به دشمن هجوم آورد؛ لشکری بن مردی شکست خورده و سپاهش تلفات سنگینی داد و باقیماندگان بهمراه لشکری به مغان پناه بردند.

### استمداد لشکری از اسپهبد مغان

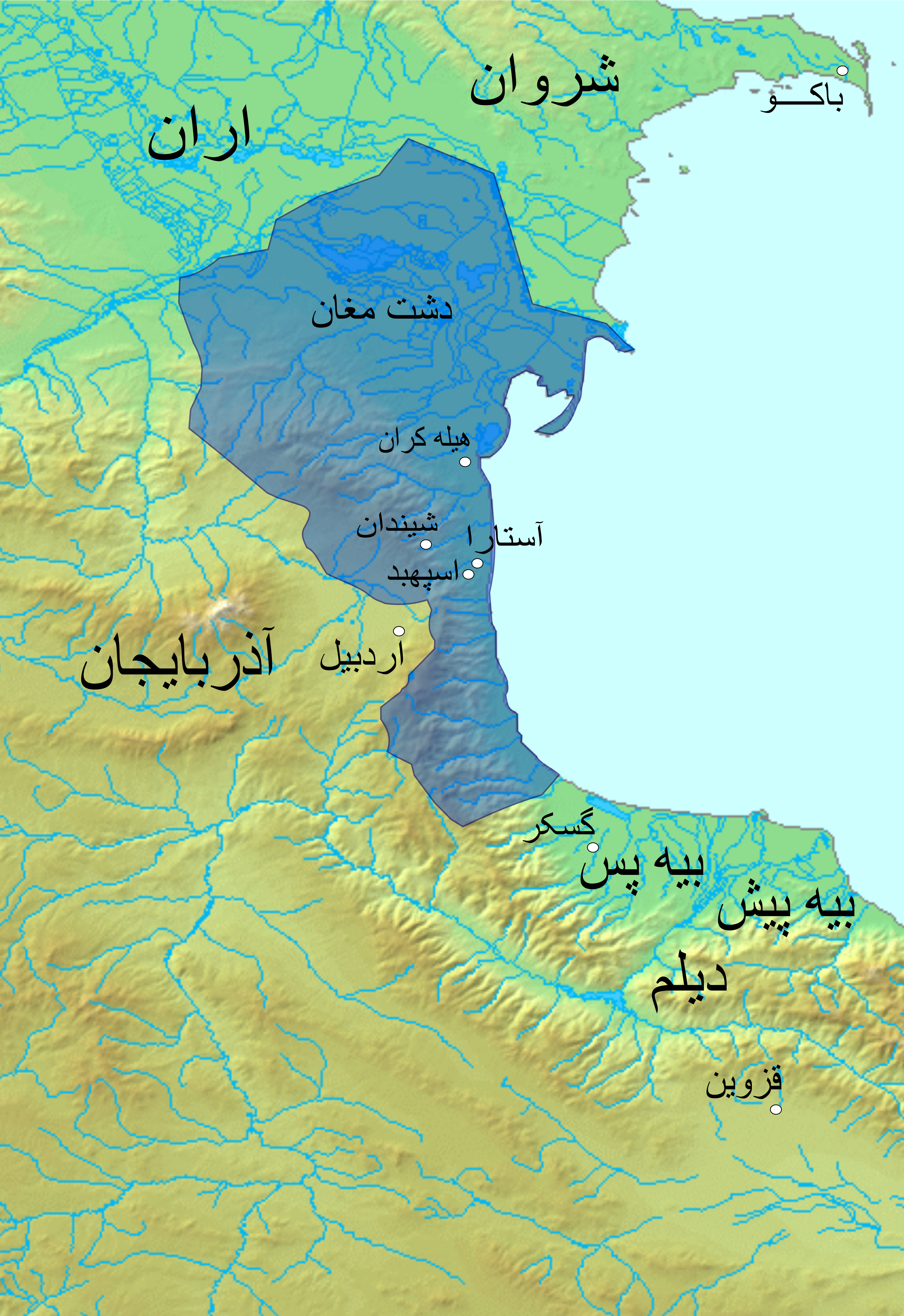
نقشهٔ قلمرو سلسلهٔ اسپهبدان گیلان. اردبیل و دیلم نیز در نقشه دیده می‌شوند. عنوان «اسپهبدان گیلان» بدین معنا نیست که این سلسله بر کل گیلان حاکم بوده‌اند.

اسپهبد مغان که «ابن دلوله» نام داشت، لشکری و سپاهیانش را در قلمرو خود پذیرفت و از آنها در منزل خود پذیرایی کرد. لشکری سردارانش را در خانهٔ اسپهبد باقی گذاشت و خودش برای جمع‌آوری نیرو به گیلان رفت. پس از چند روز به معیت هزار سرباز و پسرش «لشکرستان» و برادرزاده‌اش، به مغان بازگشت. لشکری از اسپهبد نیز درخواست کرد تا نیرویی در اختیارش بگذارد؛ که ابن دلوله درخواستش را پذیرفت. سپس بهمراه نیروهای کمکی اسپهبد حرکت کرد. دیسم که توان مقاومت را نداشت، به آن سوی ارس رفت و دستور داد نیروهایش تمام معابر رودخانه را مسدود کنند تا سپاهیان لشکری نتوانند از رودخانه بگذرند. یکی از روزها لشکرستان و برادرزادهٔ لشکری، محلی را پیدا کردند که جریان آب آرام‌تر بود؛ لذا با کسب اجازهٔ لشکری، شبانه چند نفر با شنا از رودخانه گذشتند و طنابی بلند را با خود به آن سوی رود برده، و بدین ترتیب تعدادی دیگر از رودخانه عبور کردند و به لشکرگاه دیسم شبیخون زدند. آنها تعدادی را کشته و با نواختن بوق‌هایی، دشمن را سردرگم کردند؛ دیسم و نیروهایش هم که در تاریکی شب توانایی مبارزه را نداشتند، فرار کردند. بدین‌ترتیب قوای مشترک اسپهبد و لشکری، دیسم را شکست دادند و لشکری حکومت آذربایجان را به‌دست گرفت.

### رجوع دیسم به درگاه وشمگیر
دیسم که در چند نبرد متوالی شکست خورده بود، پس از سقوط اردبیل، از ارس عبور کرده و منطقه را به قصد ری ترک کرد. در آنجا به درگاه وشمگیر رجوع کرده و در خصوص لشکری بن مردی به وی شکایت کرد. از آنجا که لشکری برای حمله به آذربایجان از وشمگیر کسب اجازه نکرده بود، او نیز از این تحولات ناراضی بود؛ لذا آن دو توافق کردند که دیسم به آل زیار خراج سالانه‌ای معادل صدهزار دینار بپردازد و خطبه را به نام وشمگیر کند؛ متقابلاً وشمگیر ۱۰٬۰۰۰ سوار را برای بازپس‌گیری آذربایجان در اختیار دیسم بگذارد. البته وشمگیر شرط کرد که پس از اتمام جنگ، دیسم سربازان مذکور را بازگرداند و تأمین هزینه‌شان هم از زمان ورود سپاه به خونج (که مرز ری و آذربایجان به‌شمار می‌رفت) برعهده خود دیسم باشد.

### بازگشت دیسم
در حالیکه وشمگیر در حال جمع‌آوری سپاهی برای دیسم بود، اسپهبد ابن دلوله و عدهٔ کثیری از مردم مغان در اثر بیماری درگذشتند و باقیماندگان آنها به لشکری ملحق شدند. از طرفی پس از حصول توافق میان دیسم و وشمگیر، خبر این واقعه به لشکری رسید. او درصدد عذرخواهی از وشمگیر برآمد و به این منظور بلسوار بن مالک بن مسافر را نزد وشمگیر فرستاد اما وشمگیر عذر او را نپذیرفت.
لشکری، بلسوار را بعنوان پیش‌قراول به میانه گسیل کرد تا عابران و تحرکات احتمالی دشمن را تحت نظر بگیرد. در این میان، او قاصدی را که عازم ری بود، دستگیر کرده و نامه‌هایی را که او از طرف سرداران لشکری برای وشمگیر می‌برد را ضبط کند. محتوای نامه عذرخواهی سرداران لشکری از وشمگیر بود و اینکه اگر وشمگیر حاکمی از طرف خود تعیین کند به او ملحق خواهند شد. وقتی لشکری از موضوع اطلاع پیدا کرد، سرداران خود را تنبیه نکرد؛ بلکه به آنها دربارهٔ توافق وشمگیر و دیسم خبر داد و پیشنهاد کرد تا با سپاه خود به ارمنیه (که فاقد حکومتی مقتدر بود) رفته، پس از غارت آن منطقه به موصل بگریزند. این پیشنهاد مورد قبول واقع شد؛ بدین ترتیب، به ارمنیه گریختند. آز آن طرف دیسم به معیت لشکری که وشمگیر در اختیارش گذاشته بود وارد آذربایجان شد. دو سپاه در ارمنیه با یکدیگر روبرو شدند که دیسم پیروز شد و لشکری بن مردی در منطقهٔ «زوزان» کشته شد. پس از کشته شدن لشکری بن مردی، پسرش «لشکرستان» فرماندهی باقیمانده سپاه را برعهده گرفت. لشکرستان که قدرت مقابله با دیسم را در سپاهش نمی‌دید، به موصل نزد ناصرالدوله حمدانی رفت و از او استمداد کرد. ناصرالدوله سپاهی را به فرماندهی حسین بن حمدان برای کمک به لشکرستان گسیل داشت ولی قوای مشترک آنها از دیسم شکست خورد و سپاهیان حمدانی مجبور به عقب‌نشینی شدند.
آخرین گروه باقیماندهٔ سپاه لشکری بن مردی غیر از افراد لشکرستان، گروهی ۵۰۰ نفره به رهبری بلسوار بن مالک بن مسافر بود که به بغداد نزد بجکم (امیرالامرای وقت) رفتند. پس از مرگ بجکم در سال ۳۲۹، دیلمی‌های تحت امرش بلسوار را به جانشینی او برگزیدند اما ترک‌های بجکمی که از امیرالامرایی بلسوار ناراضی بودند، او را به قتل رساندند.

## پسآمد: درگیری‌های آینده

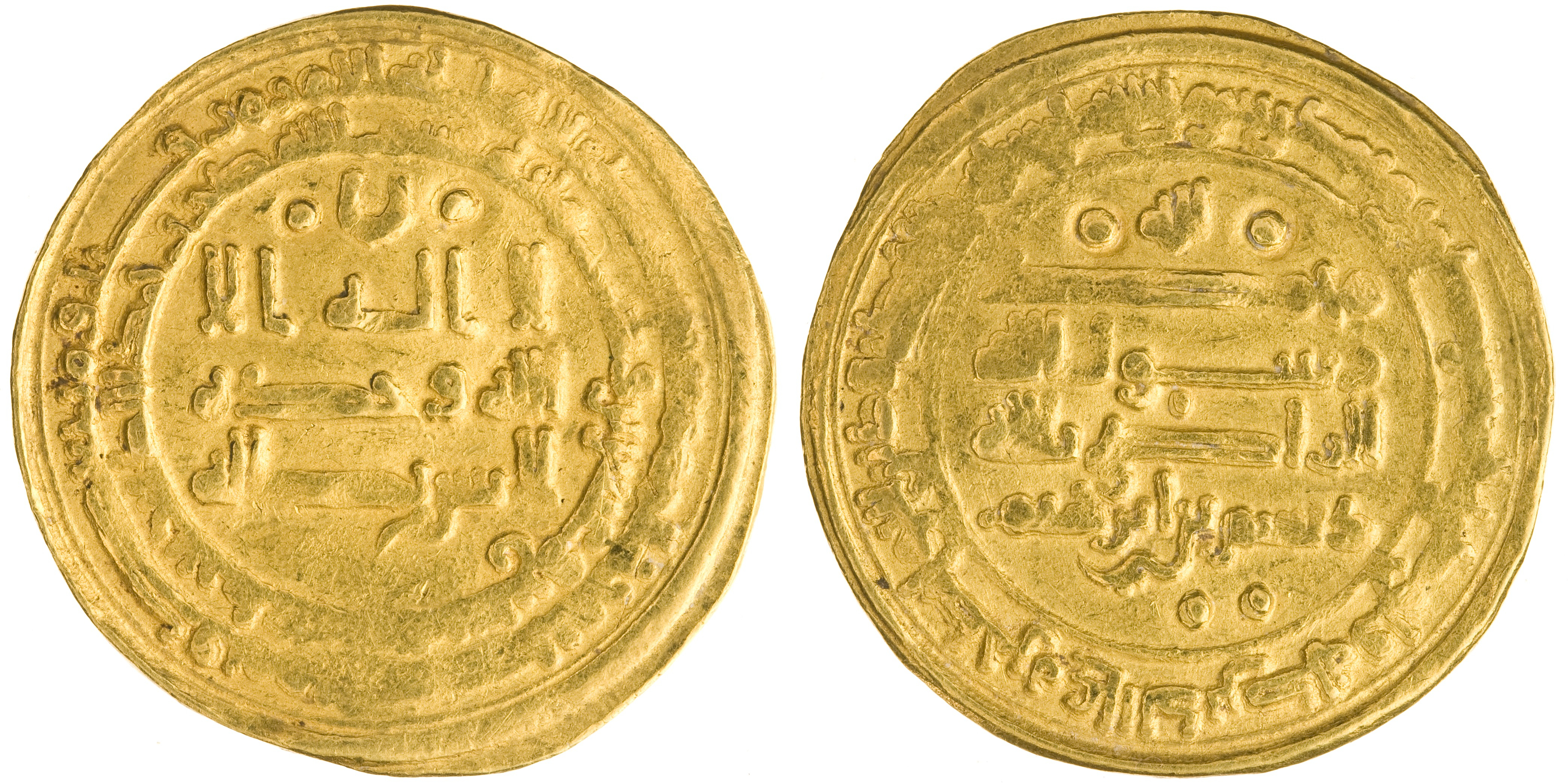
سکه‌ای به نام دیسم، ضرب‌شده در بردعه به سال ۳۲۷ (یک سال یا کمتر پس از شکست لشکری بن مردی)

اوضاع سیاسی خاص آذربایجان که پای آل زیار را به منطقه باز کرده بود، در سال ۳۳۰ موجبات جنگ دیگری را فراهم کرد. در سال ۳۳۰ مرزبان بن محمد به آذربایجان لشکر کشید و دیسم را شکست داد؛ بدین ترتیب سلسلهٔ سلاریان بر آذربایجان مسلط شدند اما فعالیت‌های سیاسی دیسم در اینجا پایان نیافت؛ پس از سقوط آذربایجان توسط مرزبان، دیسم دو بار موفق شد به حکومت بازگردد. البته در هر دو بار شکست خورد. آخرین درگیری دیسم و مرزبان در سال ۴۴۴ یا ۴۴۵ رخ داد که در نتیجهٔ آن دیسم اسیر و کور گردید.